# キムワイプ

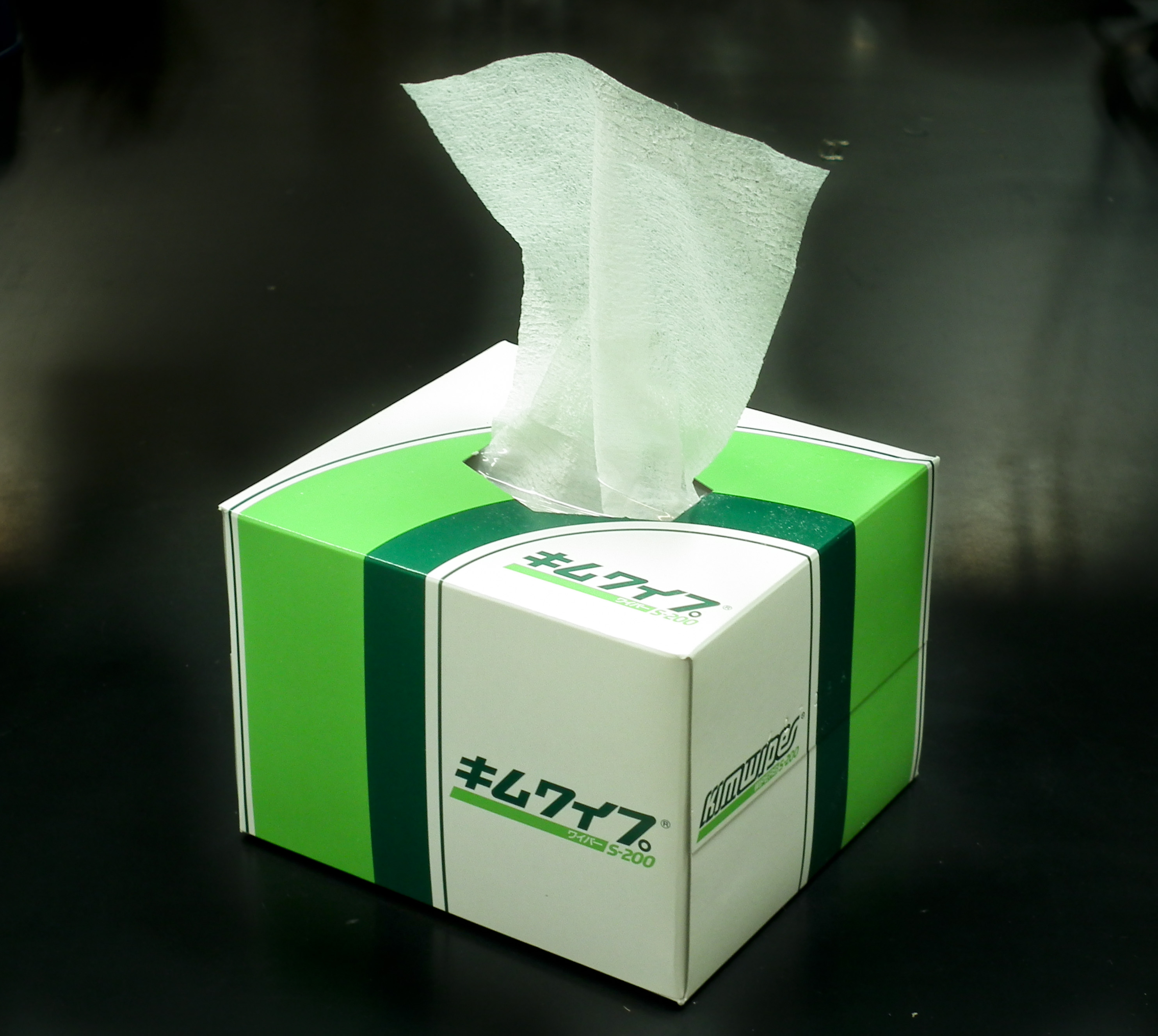
キムワイプ（Sサイズ）

キムワイプ（KimWipes）は、アメリカの大手製紙業キンバリー・クラーク（Kimberly Clark Corp.）が製造する紙製のウエス（産業用紙ワイパー）である。日本では日本製紙クレシアがキンバリー・クラークとの提携に基づき製造している。

## 概要
ティッシュペーパーに似て、白色で硬い手触りを有し、けば立ちがなく、水に溶けにくく、使用の際にパルプくずが出ない特徴がある。試験管など実験器具の清掃、液体の吸い取り、電子部品のワイピング、色素の吸着など用途は広く、理学・工学・農学・医学・薬学・家政学などの実験、それらの延長線上にある実務（各種化学、光学、その他精密機器を用いる作業など）、また模型製作など趣味の分野においても広く用いられる。
12.0×21.5cmのS-200、9.6×21.5のS-200 mini、11.2×21.5で塵の発生を抑えたS-250 リントガード、22.5×21.0のM-150（ボックスティッシュとほぼ同じ大きさ）、47.0×42.5cmのL-100の計5規格で発売されており、このうちSサイズの3種類はキムワイプ専用のディスペンサーに取り付けられる。
なお、紙質が違う姉妹商品として、JKワイパー・ケイドライが存在する。これらの商品のパッケージのデザインはどれも似ているが色が異なるため、容易に見分けることができる。
紙質はケイドライ（3枚重ね）・キムワイプ・JKワイパーの順で、厚く硬くなる。また4枚重ねの工業用ウエスキムタオルや、スコットショップタオルという大判のウエスも存在するが、こちらは機械・車両の油や水分を拭きとる際などに使われる。その他にも、耐薬品性に優れた不織布ワイパーキムテックス、不織布ふきんハイジェネなどもある。

## 文化
理系学生などの間では本来食用でないキムワイプを食べる・調理する「キムワイプおいしい」というインターネットミームが親しまれており、発売元の日本製紙クレシアもエイプリルフールのジョークの一環として、ケーキで作られた「食用キムワイプ」の画像を公開している。
なお、紙ワイパーであるキムワイプを食すのは当然危険であるため、メーカーは推奨していない。
東京大学など一部の大学においては、キムワイプの箱を卓球用ラケットとして用いるキムワイプ卓球も親しまれている。キムワイプ公式サイト内「キムワイプと私」では、600名の会員を擁する国際キムワイプ卓球協会代表のインタビューが掲載されている。また、日本製紙クレシアが制作したキムワイプ公式LINEスタンプにおいては、食用キムワイプのイラストに「おいしい」という文言が添えられた図柄のスタンプとキムワイプ卓球を描いたスタンプが存在する。